# Cmentarz żydowski w Skarszewach
Cmentarz żydowski w Skarszewach – został założony około 1780 i zajmuje powierzchnię 0,7 ha, na której - wskutek dewastacji z czasów nazistowskich - zachowało się jedynie dziesięć nagrobków wykonanych z piaskowca, spośród których najstarszy pochodzi z 1873. Inskrypcje są w języku hebrajskim i niemieckim. W 1939 roku na cmentarzu hitlerowcy rozstrzelali dwustu pięćdziesięciu Polaków i Żydów (zbrodnia w Skarszewach), co upamiętnia stosowny pomnik. W 1962 roku teren nekropolii został uporządkowany. Następne prace porządkowe i dokumentacyjne odbyły się w roku 2004.